# 荻野正直
荻野 正直（おぎの まさなお、1945年（昭和20年）9月13日 - ）は、日本の政治家。元山梨県笛吹市長（2期）。

## 来歴
山梨県出身。明治大学農学部卒。地元で農園を経営し、石和町議会議員、同町長を経て、石和町は2004年に近隣町村との合併で笛吹市となる。合併後の笛吹市長選挙に立候補し、元県議と元御坂町長の2候補を破って当選する。2008年に再選。2012年の市長選挙では元農水官僚の倉嶋清次に敗れた。2016年の市長選挙に再び立候補したが、元県議の山下政樹に敗れ、返り咲きはならなかった（現職の倉嶋も落選した）。2018年 春の叙勲で旭日小綬章を受章。